# Süddeutsche Fußballmeisterschaft 1910/11
Die süddeutsche Fußballmeisterschaft 1910/11 des Verbandes Süddeutscher Fußball-Vereine gewann der Karlsruher FV im Endrundenturnier ungeschlagen mit sechs Punkten Vorsprung vor der F.A. Bayern im Münchener SC. Dies war der siebte Gewinn der süddeutschen Fußballmeisterschaft für die Karlsruher, die sich dadurch für die deutsche Fußballmeisterschaft 1910/11 qualifizierten. Nach einem 4:0-Sieg im Viertelfinale gegen den TuFC Tasmania Rixdorf erreichten die Karlsruher das Halbfinale gegen den VfB Leipzig und musste sich auf dem Platz der Frankfurter Victoria der Mannschaft um Camillo Ugi mit 0:2 geschlagen geben. Dieses Spiel, bei dem KFV-Mittelläufer Max Breunig verletzungsbedingt fehlte, konnten die Badener lange offen gestalten und zogen nach der Pause, als man 0:1 zurücklag, ein Powerplay auf, konnten aber keinen Treffer landen, und als die Sachsen auf 0:2 erhöhten, steckte der KFV schließlich auf.

## Modus und Übersicht
Der Austragungsmodus blieb gegenüber der Vorsaison unverändert, in vier regionalen Kreisen traten Mannschaften gegeneinander an, die vier Kreismeister spielten anschließend in einer Finalrunde den süddeutschen Fußballmeister aus. Erstmals wurde auch der Meister des Ostkreises in einer eingleisigen A-Klasse ermittelt, so dass die regionalen Ligen in allen vier Kreisen im gleichen Modus ausgetragen wurden. Bezüglich des Abstiegs bzw. des Aufstiegs aus der B-Klasse gab es hingegen noch keine einheitliche Regelung.
| Bezirk    | Bezirksmeister              |
| --------- | --------------------------- |
| Nordkreis | SV Wiesbaden                |
| Ostkreis  | F.A. Bayern im Münchener SC |
| Südkreis  | Karlsruher FV               |
| Westkreis | Mannheimer FG 1896          |

## Nordkreis
In der „Mammutliga“ mit 13 Vereinen lagen nach der Vorrunde die Frankfurter Kickers, Hanau 93, der FSV Frankfurt und der SV Wiesbaden fast gleichauf. Die Spielzeit war von zahlreichen Streitereien begleitet, Proteste nach verlorenen Spielen waren an der Tagesordnung, und in der Folge wurden einige Spiele annulliert und mussten wiederholt werden. Als der Termin der süddeutschen Meisterschaftsendrunde immer näherrückte und noch nicht alle Nachholspiele terminiert waren, lieferten sich der FSV und der SVW ein Kopf-an-Kopf-Rennen an der Tabellenspitze. Um einen Meister rechtzeitig zu ermitteln, erwog man sogar, kurzfristig eine K.-o.-Runde mit sechs Mannschaften durchzuführen. Als aber der FSV sein Spiel in Hanau verlor und der SVW dort eine Woche später gewann, war die Kreismeisterschaft entschieden, die Mannschaft um Lehnhardt, den Gebrüdern Roth und Torjäger Safran lag am Ende vier Punkte vor dem FSV. Die Gelb-Blauen hatten bereits in den Jahren zuvor mit guten Platzierungen geglänzt, zu einem Nordkreistitel hatte es bisher aber nie gereicht.
| Pl. | Verein                           | Sp. | S  | U | N  | Tore    | Quote | Punkte |
| --- | -------------------------------- | --- | -- | - | -- | ------- | ----- | ------ |
| 1.  | SV Wiesbaden                     | 24  | 17 | 5 | 2  | 059:150 | 3,93  | 39:90  |
| 2.  | FSV Frankfurt                    | 24  | 16 | 3 | 5  | 083:410 | 2,02  | 35:13  |
| 3.  | Kickers Offenbach                | 24  | 14 | 3 | 7  | 068:400 | 1,70  | 31:17  |
| 4.  | 1. Hanauer FC 1893               | 24  | 14 | 3 | 7  | 059:400 | 1,48  | 31:17  |
| 5.  | FC Viktoria Hanau (M)            | 24  | 12 | 4 | 8  | 045:260 | 1,73  | 28:20  |
| 6.  | FV Frankfurter Kickers a         | 24  | 13 | 2 | 9  | 062:410 | 1,51  | 28:20  |
| 7.  | Frankfurter FC Victoria 1899 a   | 24  | 11 | 3 | 10 | 054:510 | 1,06  | 25:23  |
| 8.  | FC Germania Bockenheim           | 24  | 8  | 6 | 10 | 052:690 | 0,75  | 22:26  |
| 9.  | Frankfurter FV und Amicitia 1902 | 24  | 9  | 3 | 12 | 054:650 | 0,83  | 21:27  |
| 10. | Germania Bieber                  | 24  | 8  | 3 | 13 | 054:660 | 0,82  | 19:29  |
| 11. | Frankfurter FC Britannia         | 24  | 6  | 6 | 12 | 044:580 | 0,76  | 18:30  |
| 12. | Frankfurter FC Germania (N)      | 24  | 4  | 5 | 15 | 042:760 | 0,55  | 13:35  |
| 13. | Bockenheimer FVgg                | 24  | 0  | 2 | 22 | 027:115 | 0,23  | 02:46  |

| (M) | Titelverteidiger Nordkreis |
| (N) | Aufsteiger                 |

## Ostkreis
Der Vorjahresmeister F.A. Bayern im Münchener SC verteidigte seinen Titel souverän, verlor in dieser Saison nur das Spiel beim FC Wacker München am 6. November 1910 mit 1:2, konnte jedoch mit zwei Siegen über den 1. FC Nürnberg, am 16. Oktober mit 2:1 bzw. am 18. Dezember mit 5:3, den schärfsten Rivalen auf Distanz halten. Der FCN verlor darüber hinaus auch das Frankenderby bei der SpVgg Fürth mit 1:2, so dass man die Saison mit drei Punkten Rückstand auf die Bayern abschloss.

FC Bayern 1911: Ernst Hofmann, Franz Baumann, Hans Kroiss, Leopold Schacherl, Max Gablonsky, Josef „Peps“ Seitz, Fritz Fürst, Karl Pekarna, Georg Schneider, Ludwig Berz, Josef Meyer

| Pl. | Verein                          | Sp. | S  | U | N  | Tore    | Quote | Punkte |
| --- | ------------------------------- | --- | -- | - | -- | ------- | ----- | ------ |
| 1.  | F.A. Bayern im Münchener SC (M) | 18  | 16 | 1 | 1  | 107:210 | 5,10  | 33:30  |
| 2.  | 1. FC Nürnberg                  | 18  | 15 | 0 | 3  | 090:250 | 3,60  | 30:60  |
| 3.  | SpVgg Fürth                     | 18  | 10 | 2 | 6  | 049:410 | 1,20  | 22:14  |
| 4.  | MTV München von 1879            | 18  | 10 | 1 | 7  | 050:450 | 1,11  | 21:15  |
| 5.  | FC Wacker München               | 18  | 7  | 3 | 8  | 036:540 | 0,67  | 17:19  |
| 6.  | FC Pfeil Nürnberg               | 18  | 7  | 2 | 9  | 049:540 | 0,91  | 16:20  |
| 7.  | TV 1860 München                 | 18  | 7  | 0 | 11 | 033:470 | 0,70  | 14:22  |
| 8.  | MTV Augsburg                    | 18  | 5  | 2 | 11 | 041:550 | 0,75  | 12:24  |
| 9.  | 1. FC 01 Bamberg                | 18  | 4  | 2 | 12 | 033:700 | 0,47  | 10:26  |
| 10. | SV Noris Nürnberg b             | 18  | 2  | 1 | 15 | 023:990 | 0,23  | 05:31  |

| Titelverteidiger Ostkreis |

## Südkreis
Mühelos sicherte sich der Karlsruher FV mit einem gegenüber dem Meisterjahr nahezu unveränderten, mit Nationalspielern gespickten Kader erneut die Südmeisterschaft. Lokalrivale Phönix, stärkster Konkurrent der vorangegangenen Spielzeiten, geriet in diesem Jahr ins Hintertreffen, einige Spieler des Deutschen Meisters von 1909 hatten ihren Zenit überschritten, andere Leistungsträger mussten aus beruflichen Gründen kürzertreten.
| Pl. | Verein                 | Sp. | S  | U | N  | Tore    | Quote | Punkte |
| --- | ---------------------- | --- | -- | - | -- | ------- | ----- | ------ |
| 1.  | Karlsruher FV (SM)(M)  | 18  | 16 | 1 | 1  | 089:170 | 5,24  | 33:30  |
| 2.  | Stuttgarter Kickers    | 18  | 11 | 4 | 3  | 053:180 | 2,94  | 26:10  |
| 3.  | Freiburger FC          | 18  | 9  | 3 | 6  | 034:280 | 1,21  | 21:15  |
| 4.  | Sportfreunde Stuttgart | 18  | 9  | 3 | 6  | 046:390 | 1,18  | 21:15  |
| 5.  | Karlsruher FC Phönix   | 18  | 9  | 2 | 7  | 038:320 | 1,19  | 20:16  |
| 6.  | 1. FC Pforzheim        | 18  | 7  | 2 | 9  | 042:380 | 1,11  | 16:20  |
| 7.  | FC Union Stuttgart     | 18  | 8  | 0 | 10 | 033:360 | 0,92  | 16:20  |
| 8.  | Straßburger FV         | 18  | 5  | 2 | 11 | 018:530 | 0,34  | 12:24  |
| 9.  | FC Alemannia Karlsruhe | 18  | 3  | 2 | 13 | 018:540 | 0,33  | 08:28  |
| 10. | FV Beiertheim (N)      | 18  | 4  | 0 | 14 | 017:730 | 0,23  | 08:28  |

| (SM) | süddeutscher Titelverteidiger |
| (M)  | Titelverteidiger Südkreis     |
| (N)  | Aufsteiger                    |

| 1910/11                | Karlsruher FV | Stuttgarter Kickers | Freiburger FC | Sportfreunde Stuttgart | Karlsruher FC Phönix | 1. FC Pforzheim | FC Union Stuttgart | Straßburger FV | FC Alemannia Karlsruhe | FV Beiertheim |
| ---------------------- | ------------- | ------------------- | ------------- | ---------------------- | -------------------- | --------------- | ------------------ | -------------- | ---------------------- | ------------- |
| Karlsruher FV          |               | 2:0                 | 5:3           | 7:0                    | 6:2                  | 1:1             | 1:0                | 7:1            | 7:2                    | 12:0          |
| Stuttgarter Kickers    | 2:3           |                     | 1:0           | 4:4                    | 2:1                  | 6:0             | 1:0                | 14:0           | 10:1                   | 3:0           |
| Freiburger FC          | 0:6           | 0:0                 |               | 2:2                    | 5:1                  | 2:1             | 1:2                | 4:1            | 1:0                    | 3:0           |
| Sportfreunde Stuttgart | 3:4           | 1:1                 | 1:4           |                        | 3:2                  | 2:1             | 2:1                | 6:0            | 3:0 c                  | 6:0           |
| Karlsruher FC Phönix   | 1:2           | 2:0                 | 2:0           | 2:2                    |                      | 2:1             | 3:2                | 0:0            | 3:0                    | 5:1           |
| 1. FC Pforzheim        | 1:4           | 1:2                 | 0:2           | 2:4                    | 1:3                  |                 | 4:0                | 3:0            | 5:2                    | 5:1           |
| FC Union Stuttgart     | 0:7           | 0:2                 | 2:0           | 2:1                    | 3:4                  | 2:3             |                    | 3:1            | 3:1                    | 8:0           |
| Straßburger FV         | 0:4           | 1:2                 | 2:2           | 4:1                    | 1:0                  | 0:2             | 3:1                |                | 2:0                    | 0:2           |
| FC Alemannia Karlsruhe | 1:0 a         | 1:1                 | 1:2           | 1:4                    | 0:4                  | 3:3             | 1:2                | 2:1            |                        | 2:1           |
| FV Beiertheim          | 0:11          | 1:2                 | 1:3           | 2:1                    | 3:1                  | 2:8             | 1:2                | 0:1            | 2:0                    |               |

Entscheidungsspiel gegen den Abstieg|                                         |   |                        |       |
| 6. August 1911 in Karlsruhe (KFV-Platz) |   |                        |       |
| FV Beiertheim                           | – | FC Alemannia Karlsruhe | 1:0 d |
Am 13. August 1911 wurde durch Verbandsbeschluss entschieden, dass der FC Alemannia Karlsruhe in der Klasse verbleibt.

## Westkreis
In der A-Klasse des Westkreises setzte sich erneut der älteste Mannheimer Verein, die Fußballgesellschaft 1896, durch, lediglich eine Niederlage bei Olympia Darmstadt (0:1) und ein Unentschieden in Kaiserslautern (2:2) leistete man sich, demgegenüber standen einige hohe Siege, darunter ein 9:2 gegen den alten Rivalen Union. Die FG 1896 blieb aber in der süddeutschen Endrunde wie schon im Vorjahr chancenlos. Die großen Mannheimer Vereine entschlossen sich schließlich in der nächsten Spielzeit zu einer Fusion zum VfR Mannheim.
| Pl. | Verein                        | Sp. | S  | U | N  | Tore    | Quote | Punkte |
| --- | ----------------------------- | --- | -- | - | -- | ------- | ----- | ------ |
| 1.  | Mannheimer FG 1896 c (M)      | 16  | 14 | 1 | 1  | 060:160 | 3,75  | 29:30  |
| 2.  | Mannheimer FC Viktoria 1897 c | 16  | 10 | 2 | 4  | 061:270 | 2,26  | 22:10  |
| 3.  | FC Pfalz Ludwigshafen         | 16  | 7  | 4 | 5  | 047:380 | 1,24  | 18:14  |
| 4.  | FV Kaiserslautern             | 16  | 7  | 3 | 6  | 045:390 | 1,15  | 17:15  |
| 5.  | Mannheimer VfB Union c        | 16  | 6  | 5 | 5  | 047:430 | 1,09  | 17:15  |
| 6.  | Ludwigshafener FG 03          | 16  | 7  | 2 | 7  | 037:420 | 0,88  | 16:16  |
| 7.  | Phönix Mannheim               | 16  | 6  | 3 | 7  | 045:370 | 1,22  | 15:17  |
| 8.  | FK Olympia Darmstadt          | 16  | 3  | 2 | 11 | 021:530 | 0,40  | 08:24  |
| 9.  | Germania Ludwigshafen         | 16  | 1  | 0 | 15 | 016:840 | 0,19  | 02:30  |

| (M) | Titelverteidiger Westkreis |

## Endrunde um die süddeutsche Meisterschaft
Der amtierende Deutsche Meister Karlsruher FV gab sich keine Blöße, gewann alle sechs Spiele der Endrunde und sicherte sich damit erneut den süddeutschen Meistertitel. Die Trainingsarbeit von William Townley und überragende Spielertalente vor allem im Offensivbereich – das Innentrio Förderer – Fuchs – Hirsch galt als beste Angriffsformation Deutschlands – sorgten dafür dass selbst der Zweitplatzierte FC Bayern chancenlos blieb und im KFV-Platz an der Telegrafenkaserne mit 5:0 deutlich geschlagen wurde.
| Pl. | Verein                                        | Sp. | S | U | N | Tore    | Quote | Punkte |
| --- | --------------------------------------------- | --- | - | - | - | ------- | ----- | ------ |
| 1.  | Karlsruher FV (SM) (Sieger Südkreis)          | 6   | 6 | 0 | 0 | 023:400 | 5,75  | 12:0   |
| 2.  | F.A. Bayern im Münchener SC (Sieger Ostkreis) | 6   | 3 | 0 | 3 | 017:150 | 1,13  | 06:60  |
| 3.  | Mannheimer FG 1896 (Sieger Westkreis)         | 6   | 2 | 0 | 4 | 008:180 | 0,44  | 04:80  |
| 4.  | SV Wiesbaden (Sieger Nordkreis)               | 6   | 1 | 0 | 5 | 007:180 | 0,39  | 02:10  |

| (SM) | süddeutscher Titelverteidiger |